# Landgraaf
Landgraaf (phát âmⓘ) là một đô thị ở đông nam Hà Lan.

## Các trung tâm dân cư
- Nieuwenhagen
- Schaesberg
- Ubach over Worms

## Dân địa phương nổi bật
- Johan Kremers